# یسنیک
یسنیک (به چکی: Jeseník) یک منطقهٔ مسکونی در جمهوری چک است که در ناحیه یسنیک واقع شده‌است. یسنیک ۱۲٬۵۱۰ نفر جمعیت دارد.

## خواهرخوانده
شهرهای Głuchołazy، بینیتسه و Nysa خواهرخوانده‌های یسنیک هستند.